# Juan Fernández de Madrid
Juan Fernández de Madrid (también conocido como Juan Ruíz de Madrid y Juan de Madrid) fue un compositor español de los siglos xv-xvi. Se le atribuyen cuatro canciones, un gloria y tres motetes. 

## Biografía
Barbieri lo identifica con un rabelista (Diego o Juan de Madrid) que estuvo al servicio de Isabel la Católica. Por su parte, Higinio Anglés, Stevenson e Isabel Pope lo asocian con un cantor de la Capilla Real Aragonesa, del mismo nombre, que ejerció en esa institución entre los años 1479 y 1482. Hay que hacer notar que existe otro Juan Fernández de Madrid que estuvo en la Capilla Real Aragonesa en enero de 1493 percibiendo un salario de 25.000 maravedíes.

## Obras
Reparte su repertorio entre obras en castellano y latín que se encuentran en diferentes documentos de finales del siglo xv e inicio del xvi.

### Obras en castellano
En el Cancionero Musical de Palacio aparecen cuatro canciones adscritas a Juan Fernández de Madrid que según Romeu Figueras pertenecen a la primera parte de dicho cancionero, copiada aproximadamente en el año 1500:
1. Siempre creçe en serviros (también en el Cancionero de la Colombina)
2. Pues que Dios te fiso tal (una versión de Juan Cornago)
3. De vevir vida segura
4. Por las gracias que tenéis (un homenaje dedicado a la Virgen, más que a la reina)

### Obras en latín
Sus motetes están repartidos en dos fuentes diferentes. En el Códice Chigi, «Asperges me», y «Vidi Aquam». Y en el Manuscrito de París el motete «Domine non secundum peccata nostra» y un Gloria a tres voces.

## Estilo
Se han definido una serie de rasgos estilísticos comunes a todas sus obras:
- Frases con imitación inicial pero no sistemática.
- El tenor lleva la final normalmente en las obras a cuatro voces.
- Preferencia por el movimiento "paralelístico".

En suma, Juan Fernández de Madrid fue, al parecer, un maestro en la composición de canciones compuestas a tres voces con estribillos de cuatro versos o más. En cuanto a la temática, todas tratan el amor cortés, excepto Por las gracias que tenéis, que como se ha mencionado puede ser un homenaje a la virgen.